# 9103 Komatsubara
9103 Komatsubara (1996 XW30) là một tiểu hành tinh vành đai chính được phát hiện ngày 14 tháng 12 năm 1996 bởi T. Kobayashi ở Oizumi.